# جورج كاثي
جورج كاثي (بالإنجليزية: George Cathie)‏ هو لاعب كرة قدم أسترالية أسترالي، ولد في 2 مايو 1876 في ملبورن في أستراليا، وتوفي في 6 سبتمبر 1958 في Hawthorn, Victoria ‏ في أستراليا.

## وصلات خارجية
- جورج كاثي على موقع AustralianFootball.com (الإنجليزية)
- جورج كاثي على موقع AFLtables.com (الإنجليزية)